# 石生铁角蕨
石生铁角蕨（学名：Asplenium saxicola）为铁角蕨科铁角蕨属下的一个种。

## 扩展阅读
- 維基物種上的相關：石生铁角蕨